# Passaggio degli Appennini di Annibale
Il passaggio degli Appennini di Annibale, avvenuto nella primavera del 217 a.C., rappresentò l'avanzata cartaginese durante il secondo anno di guerra contro i Romani. Il condottiero cartaginese, dopo aver ripetutamente sconfitto gli eserciti romani al Ticino e alla Trebbia, ed aver trascorso l'inverno nei territori dei Galli Boi, riuscì a passare gli Appennini e scendere nell'Italia romana al secondo tentativo.

## Contesto storico
Le battaglie del Ticino e della Trebbia erano appena terminate con una netta vittoria della cavalleria cartaginese ed il ferimento del console Publio Cornelio Scipione nella prima, oltre ad una netta sconfitta dell'esercito di Sempronio Longo nella seconda, dove l'esercito romano fu in gran parte distrutto sul campo.
La fortezza-dispensa di Clastidium, dove i Romani tenevano grandi riserve di viveri, in particolare di grano, era inoltre caduta nelle mani di Annibale. Tito Livio, lo storico del I secolo attribuisce al prefetto del presidio, il brindisino Dasio, la cessione della cittadina per la somma, nemmeno eccezionale, di quattrocento nummi aurei.
Dei resti dell'esercito romano dopo la battaglia della Trebbia, una parte fu sterminata nei pressi del fiume stesso dai cavalieri e dagli elefanti di Annibale, mentre indugiava a ripassare il corso del fiume gelido. La cavalleria e parte della fanteria romana era riuscita a ritornare all'accampamento e, visto che le forze cartaginesi non riuscivano a passare il fiume per la stanchezza, irrigiditi dal freddo, oltreché dal disordine, a far ritorno a Piacenza guidate da Publio Cornelio. Una parte dei Romani, infine, si spostò nella vicina colonia romana di Cremona, per non gravare con tutto l'esercito sulle risorse di una sola colonia.
La battaglia della Trebbia era terminata con un evidente successo di Annibale. Le forze cartaginesi si erano ormai appostate nella Val Padana occidentale. Pochi erano stati i caduti tra Iberi e Libici, molti di più tra i Celti. Livio aggiunge che la pioggia mista a neve e il gelo fecero molte vittime tra i Cartaginesi, facendone le spese quasi tutti gli elefanti. La verità è che:
(Livio, XXI, 57.1.)
Neppure la permanenza nei quartieri d'inverno fu tranquilla per i Romani, in quanto la cavalleria numida continuava a compiere incursioni ovunque, e quando i luoghi erano poco adatti per queste scorrerie, intervenivano anche le truppe dei Celtiberi e dei Lusitani. Risultava infatti difficile approvvigionarsi per le truppe romane se non attraverso il trasporto lungo corso del fiume Po. Vi fu infatti un primo scontro di minore importanza nei pressi di Piacenza che vide i Romani vittoriosi e Annibale allontanarsi, ferito in combattimento, «circostanza che generò sgomento nell'animo dei Cartaginesi». In seguito a questo scontro il deposito venne ulteriormente fortificato e difeso.
Annibale dopo essersi riposato per alcuni giorni, quando si rimise dalla ferita, continuò il suo cammino in direzione della località di Victumulae, dove si trovava un deposito romano fin dai tempi della guerra gallica degli anni 225-222 a.C. Egli riuscì dopo uno scontro con la popolazione di questa località ad occupare la cittadina.

## Passaggio degli Appennini

### Primo tentativo
Tito Livio racconta che ai primi segni del sopraggiungere della primavera, Annibale uscì dai quartieri d'inverno (hiberna), che aveva posto nei pressi del fiume Trebbia, e cercò di condurre l'esercito cartaginese verso l'Etruria, con l'intenzione di farsi alleate anche queste popolazioni come aveva fatto con i Galli della Cisalpina e i Liguri.
E mentre stava attraversando l'Appennino fu colto da una tempesta così violenta da superare quelle sopportate lungo il passaggio delle Alpi. La pioggia mista a raffiche di vento costrinse l'esercito in marcia a fermarsi ed a porre i loro accampamenti malgrado la grande difficoltà. Il forte vento, la grandine prima, il nevischio poi, ed infine un freddo assai intenso, procurarono molte perdite tra soldati e animali, tra i quali anche sette elefanti, scampati alla battaglia della Trebbia.
Fu così che Annibale decise di desistere dal passaggio degli Appennini e fece ritorno nei pressi di Piacenza e, dopo essersi avanzato per circa 10 miglia (15 km) oltre la città, qui vi pose l'accampamento. Il giorno seguente condusse contro i Romani che erano accampati con il console Tiberio Sempronio Longo (console 218 a.C.) nei pressi della città, parte del suo esercito, scatenando una nuova battaglia.